# ゲオルク・シュトゥンメ
ゲオルク・シュトゥンメ（Georg Stumme、1886年7月29日 - 1942年10月24日）は、ドイツの軍人。最終階級はドイツ国防軍装甲兵大将。第二次エル・アラメインの戦いの最中に死亡した。

## 来歴
ハルバーシュタットに生まれる。1906年、士官候補生として第2オーバーシュレジエン野砲兵第57連隊に入営。第一次世界大戦が勃発当時は中尉。1915年10月に大尉に昇進した。中隊長や参謀将校を務めた。戦後はヴァイマル共和国軍に採用される。第3騎兵師団参謀となり、1925年5月の同部隊のヴァイマル移転に伴い異動した。1926年10月に少佐に昇進。1930年2月に第2騎兵連隊に転属。1931年2月に中佐に昇進し、同年10月より第1騎兵連隊長を務める。
1933年以後も昇進を重ねるが、騎兵科に残っていた。1938年になって装甲兵科に転じ、新設の第2軽師団長に補され、同部隊を率いてポーランド侵攻に参加した。1940年に第XXXX軍団司令官に任命され、同軍団を率いて西方電撃戦、バルカン戦線 (第二次世界大戦)、独ソ戦に従軍した。この軍団は1940年に自動車化軍団、1942年に装甲軍団に再編された。その間1940年7月に騎兵大将に昇進したが、1941年に装甲兵大将と改称された。1940年7月には騎士鉄十字章を受章した。
1942年6月にはブラウ作戦を実行する第6軍配下の司令官の1人として配置についたが、直後にシュトゥンメの軍団に属する第23装甲師団の作戦部長ライヒェル少佐が搭乗する飛行機が撃墜され、作戦計画書がソ連側に渡るという事態が発生した。その責任を問われ作戦計画の機密保持規則に違反したとして、7月に軍団司令官の任を解かれ総統予備（待命）となった。シュトゥンメは軍法会議で懲役5年の刑を言い渡されたが、上官のフェードア・フォン・ボック元帥が介入して数週間で釈放された。9月に病気療養のためドイツに戻ったエルヴィン・ロンメル元帥の代わりとしてアフリカ装甲軍（のちドイツ・イタリア装甲軍に改称）司令官に任命された。第二次エル・アラメインの戦いが始まった直後の10月24日、軍情報責任者であるビュフティンク（Büchting）大佐と共に戦況把握のため前線視察に出たが、ロンメルと違い護衛をつけたり無線車を伴うことをしていなかったため、第90軽師団の前線に向かう途中待ち伏せに合い、射撃を受けた。ビュフティンクは頭部を撃ち抜かれ戦死、シュトゥンメ自身は心臓発作を起こして死亡した。翌日死亡しているところを発見され、遺体が収容された。